# Dalea flavescens
Dalea flavescens là một loài thực vật có hoa trong họ Đậu. Loài này được (S.Watson) S.L.Welsh miêu tả khoa học đầu tiên.